# Oosterheem (sneltramhalte)
Oosterheem is een sneltramhalte van RandstadRail in Zoetermeer. Het is een van de vijf stations aan de Oosterheemtracé, de in 2006 geopende nieuwe zijtak van de Zoetermeer Stadslijn naar station Lansingerland-Zoetermeer. Het is een viaductstation gebouwd over het Oosterheemplein nabij het winkelcentrum in de Vinex-wijk Oosterheem. De tramdienst wordt al sinds de opening door de Haagse vervoersmaatschappij HTM gereden.
De halte werd op 29 oktober 2006 in gebruik genomen door RandstadRail 4 en op 23 juli 2020 door RandstadRail 34.

## Foto's

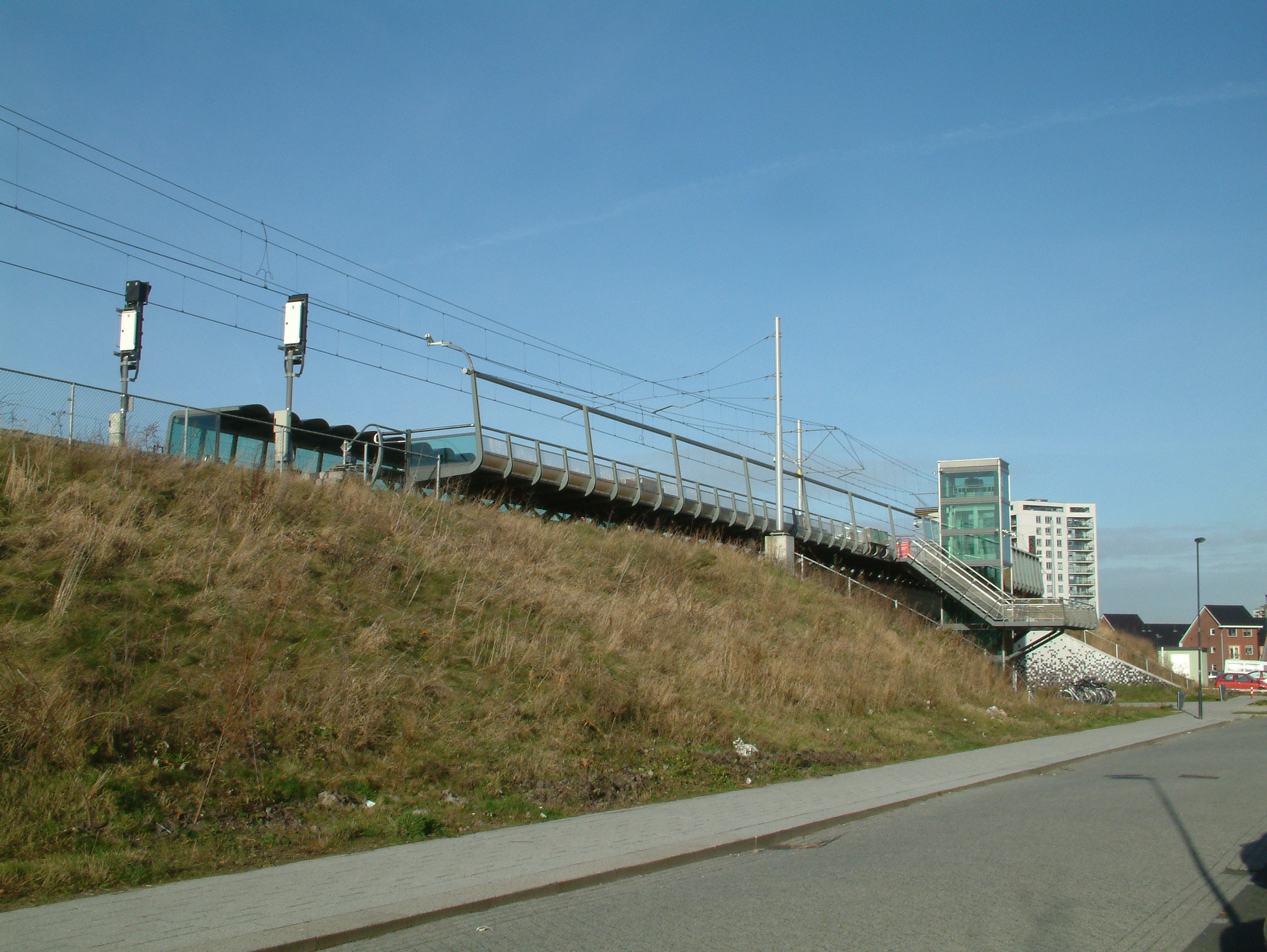
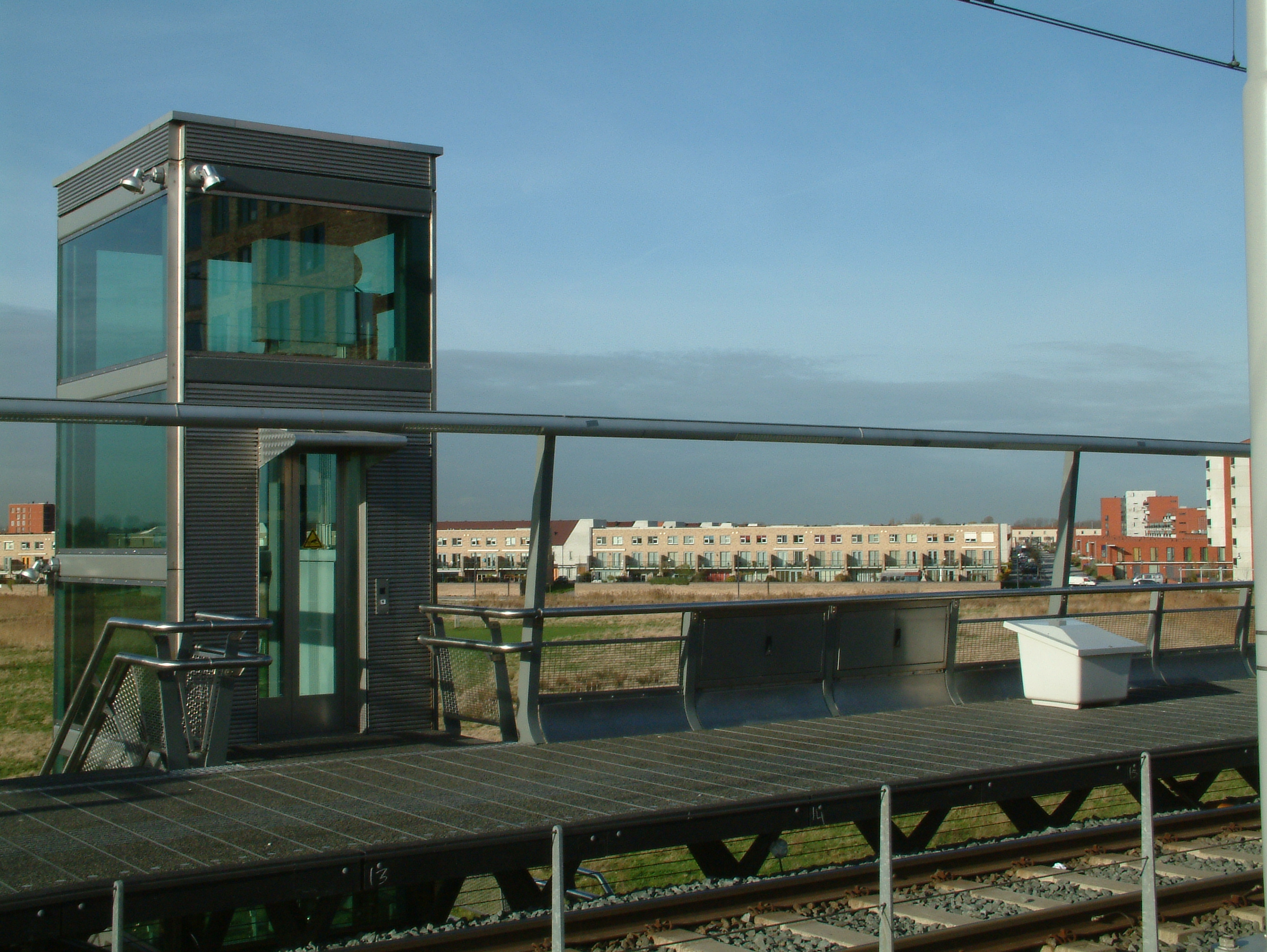

De Uithof · 
Beresteinlaan ·
Bouwlustlaan ·
De Rade ·
Dedemsvaartweg ·
Zuidwoldepad ·
Leyenburg ·
Monnickendamplein ·
Tienhovenselaan ·
Dierenselaan ·
De la Reyweg ·
Monstersestraat ·
HMC Westeinde ·
Brouwersgracht ·
Grote Markt ·
Spui ·
Centraal Station (NS) ·
Beatrixkwartier ·
Laan van NOI (NS) ·
Voorburg 't Loo ·
Leidschendam-Voorburg ·
Forepark ·
Leidschenveen ·
Voorweg Laag ·
Centrum-West ·
Stadhuis ·
Palenstein ·
Seghwaert ·
Willem Dreeslaan ·
Oosterheem ·
Javalaan ·
Van Tuyllpark ·
Lansingerland-Zoetermeer (NS)